# Bongaigaon (distrikt)
Bongaigaon (assamesiska: বঙাইগাঁও, gujarati: બોંગાઇગાંવ, hindi: बंगाईगाँव) är ett distrikt i Indien.   Det ligger i delstaten Assam, i den östra delen av landet, 1 300 km öster om huvudstaden New Delhi. Antalet invånare är 738 804.
Följande samhällen finns i Bongaigaon:
- Abhayāpuri
- Jogīghopa